# Шипшина французька
Троянда французька, шипшина французька, шипшина гальська (Rosa gallica) — вид чагарникових рослин родини розові (Rosaceae), поширений у Лівії, південній і центральній Європі на схід до Туреччини та Кавказу.

## Опис
Кущ до 1 м. Стебла більш-менш прямі, гнучкі, висхідні, від зелених до тьмяно-червоних; колючки вигнуті, іноді прямі, рідко гачкуваті, 3–7 × 2–5 мм. Листки складається з (3)5(7) листочків, вершини від гострих до загострених, нижні поверхні блідо-сіро-зелені, верхні поверхні блакитно-зелені або темно-зелені. Суцвіття 1–3(8)-квіткові. Квіти: гіпантій 5–7 × 3–5(7) мм; пелюстки 27–35 × 20–30 мм [або більше], від пурпурово-рожевого до блідо-рожевого забарвлення.

## Поширення
Європа: Австрія, Бельгія, Чехія, Німеччина, Угорщина, Польща, Словаччина, Швейцарія, Молдова, Україна, Албанія, Боснія і Герцеговина, Болгарія, Хорватія, Греція, Італія, Македонія, Румунія, Сербія, Словенія, Франція; Північна Африка: Лівія; Азія: Туреччина, Вірменія, Азербайджан, Грузія; інтродукована: сх. Канада, сх. США, Мексика (Оахака), Центральна Америка, Південна Америка, Африка, Австралія. Культивується як декоративна.
Входить у перелік видів, які перебувають під загрозою зникнення на території Львівської області.

## Галерея

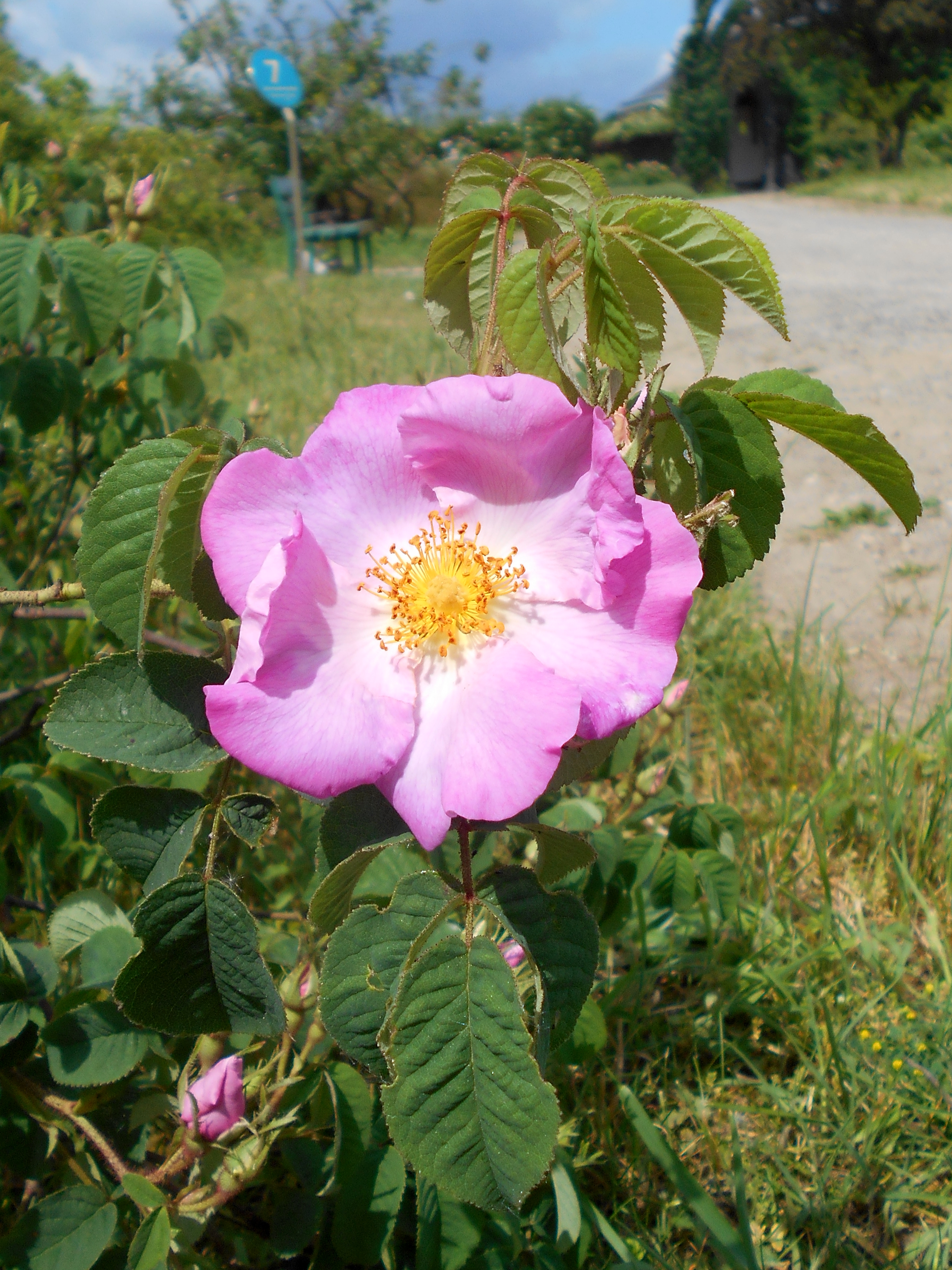
рослина
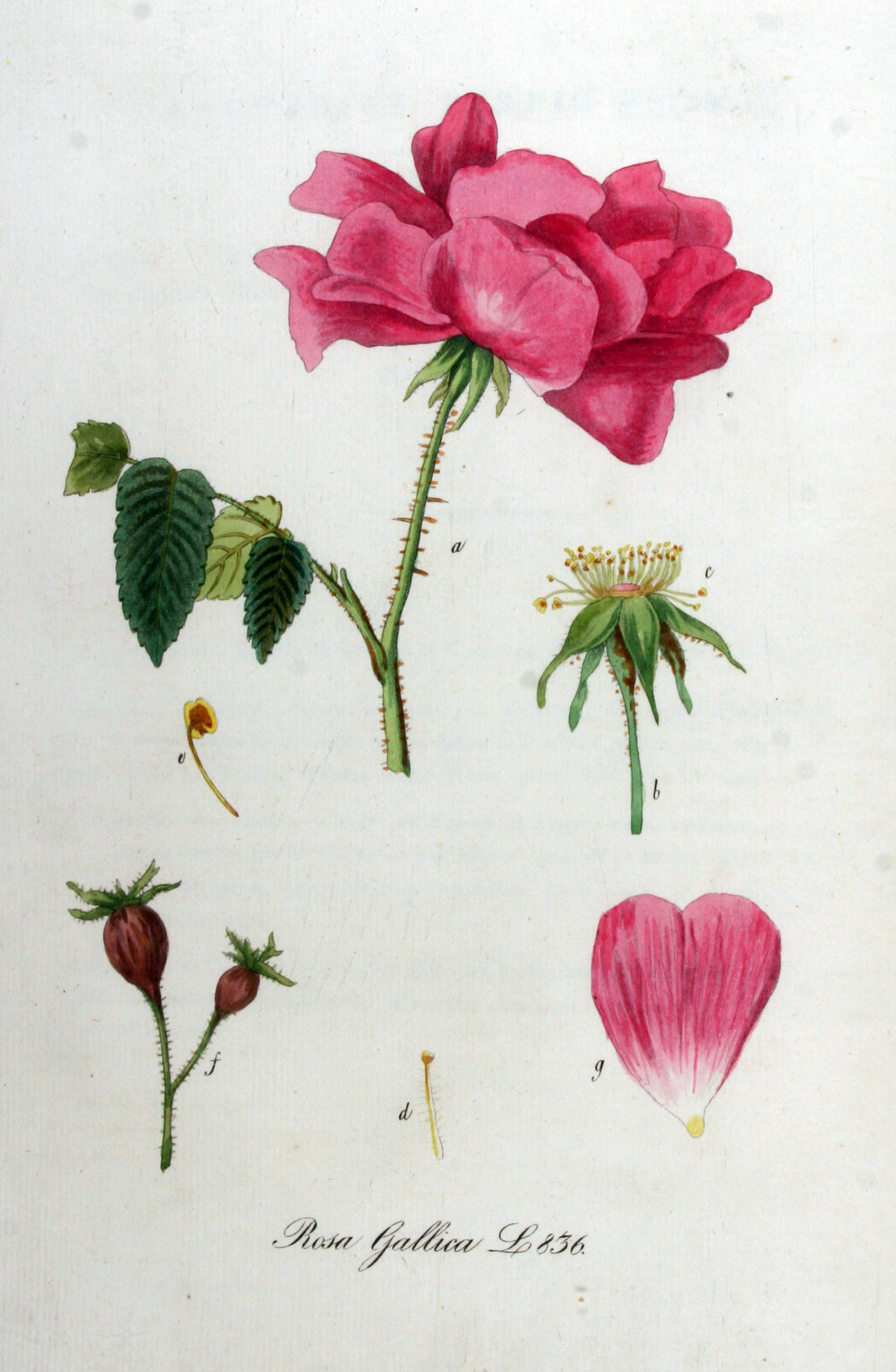
ілюстрація